# 建世陵
建世陵，是中国五胡十六国西凉太祖武昭王李暠的陵墓。
400年，李暠控制西域，在敦煌建国西凉。405年，李暠从敦煌迁都酒泉，发展军屯、提倡民垦。417年二月，李暠病卒“葬建世陵，于酒泉西十五里”。2004年7月在甘肃省酒泉市肃州区城西15里处发现的小土山墓葬，经专家鉴定，认为是李暠之墓建世陵。墓深20米、墓室面积90平方米、墓道长71米。墓室东西长21.6米，南北宽12.27米。壁画内容有青龙、白虎、朱雀、玄武、白鹿等，主要色彩为黑、黄、绿等颜色。如今建世陵就地保留，但参观需要提前告知文物局。